# Neaethus consuetus
Neaethus consuetus är en insektsart som beskrevs av Doering 1941. Neaethus consuetus ingår i släktet Neaethus och familjen sköldstritar. Inga underarter finns listade i Catalogue of Life.